# Alfonso Roque Albanese
Alfonso Roque Albanese (n. Italia; 1906 - f. Argentina; 2005) es considerado un pionero de la cirugía cardíaca y la vascular latinoamericana por sus valiosas contribuciones. También fue una importante figura de la anatomía ejerciendo simultáneamente la investigación y la docencia. Sus conocimientos de anatomía siempre fueron volcados a la cirugía a lo largo de toda su vida. Fue miembro fundador de la Asociación Panamericana de Anatomía (1966).

## Biografía
Alfonso Roque Albanese se graduó de médico en la Universidad de Buenos Aires en 1932. Se formó con el Dr. Ricardo Finochietto en el Hospital Rawson. Integró la primera generación de cirujanos discípulos de este maestro. Junto con: Jorge Curuchet, Pedro Esperne, Leoncio Fernández, Santos Luchetti, Héctor Marino, Carlos Mesa, Vicente Pataro, Julio Piñeiro Sorondo, Alejandro Torres Posse y Andrés Veppo.
Luego fue jefe del servicio de cirugía general del hospital Fiorito en Avellaneda, zona sur del Gran Buenos Aires.